# Кампродон, Франсиско
Франсиско Кампродон (исп. Francisco Camprodón y Lafont; 4 марта 1816, Вик, Каталония — 16 августа 1870, Гавана) — испанский драматург.
Большинство пьес Кампродона представляют собой переводы и переделки французской драматургии. Его пьеса «Цветок-однодневка» (Flor de un día y el otro no, 1851) имела блестящий успех и удерживалась в репертуаре более полувека; менее интересна её вторая часть, «Шипы на цветке» (Espinas de una flor, 1852). Значительный успех сопровождал творчество Кампродона как либреттиста, работавшего с такими композиторами, как Хоакин Гастамбиде (6 сарсуэл, в том числе «Старуха», 1860), Франсиско Асенхо Барбьери (6 сарсуэл), Кристобаль Оудрид, Эмилио Арриета и др. Кампродон был также участником «Каталонского ренессанса», он написал две оригинальных пьесы на каталанском языке: «La teta gallinaire» (1865) и «La tornada deu Tito» (1867), прославляющую экспедицию в Марокко. После Славной революции (1868) получил должность на Кубе, где и умер в 1870 году.